# يوسف حسن (لاعب كرة يد)
لاعب كرة يد حصل على بطولة كاس العالم للناشئين تحت 19 سنه 2019 وقد حصل مع باقي زملائه على كاس العالم تحت قيادة المدربين حسين زكي ومجدي أبو المجد وحمادة الروبي وهو يلعب يلعب كظهير أيمن.